# 린지 피츠해리스
린지 피츠해리스(Lindsey Fitzharris, 1982년 ~ )는 과학사, 특히 의학사를 중점적으로 다루는 작가 겸 방송인이다.

## 생애
어린 시절을 미국 일리노이에서 보냈고 영국 옥스퍼드 대학교에서 과학사와 의학사 연구로 박사 학위를 받았다. 의학사의 흥미로운 순간들을 소개하는 블로그 '외과의의 견습생(The Chirurgeon’s Apprentice)'과 유튜브 채널 '칼 아래(Under the Knife)'를 운영하고 있다. 2020년부터 스미스소니언 채널이 방영하는 프로그램 '흥미로운 삶과 죽음(The Curious Life and Death of...)'의 진행자로 발탁되었다.
2017년 출간한 첫 책 《수술의 탄생》은 외과 수술을 현대적으로 변모시킨 빅토리아 시대 영국 의사 조지프 리스터를 다룬다. 이 책은 11개 언어로 번역 출간되었으며 2018년 과학 저술에 수여되는 PEN/E. O. 윌슨상을 수상했다.

## 저서

### 논픽션
- The Butchering Art: Joseph Lister's Quest to Transform the Grisly World of Victorian Medicine (2017) 《수술의 탄생: 끔찍했던 외과 수술을 뒤바꾼 의사 조지프 리스터》, 이한음 옮김(열린책들, 2020)